# 다치바나 아사미
다치바나 아사미(일본어: 橘 亜沙美, 1997년 1월 11일~)는 일본의 아이돌이다.